# Orosu
Orosu (ros. Оросу) – wieś w Rosji, w Jakucji, w ułusie wierchniewilujskim. W 2010 liczyła 730 mieszkańców.